# 23165 Какінчан
23165 Какінчан (23165 Kakinchan) — астероїд головного поясу, відкритий 6 квітня 2000 року.
Тіссеранів параметр щодо Юпітера — 3,377.